# Punt al polígon

Un exemple de polígon simple

En geometria computacional, el problema del punt al polígon (PIP, de point-in-polygon) demana si un punt donat roman a dins, a fora, o als límits d'un polígon. És un cas especial dels problemes de localització de punts i té aplicacions en les àrees que tracten el processament de dades geomètriques, com ara la infografia, la visió artificial, els sistemes d'informació geogràfica (SIG), la planificació de moviment i el disseny assistit per ordinador.
Una descripció primerenca del problema en gràfics computacionals mostra dos enfocaments comuns (traçament de raigs i suma d'angles) que s'empraven ja el 1974.
Un intent dels entesos en gràfics computacionals per trobar la història del problema i alguns trucs per resoldre'l es pot trobar en un exemplar de Ray Tracing News.